# Россия (тип речных судов, 1952)
«Россия» (проект 785) — серия средних речных двухпалубных грузопассажирских теплоходов-дизель-электроходов, предназначенных для работы на туристических и транспортных линиях. Строились в Чехословакии (сейчас территория Словакии) на верфях Комарно по заказу СССР в 1952—1958 годах. Всего было построено 36 судов проекта 785 в трёх сериях, имевших незначительные отличия по размерам корпуса и оснащению. Суда этого типа получили названия в честь всех 16 на то время союзных республик СССР и прочих географических объектов и известных личностей страны, однако позднее некоторые из них были переименованы.
Теплоходы проекта 785 были близки двухпалубным речным судам проектов 860 (тип «Ерофей Хабаров») и 305 (тип «Дунай»).

## Условия размещения пассажиров
Первоначально суда этого проекта имели одно-, двух-, четырёх-, а также шести- и восьмиместные каюты, в том числе оборудованные умывальниками, два ресторана, два салона. Начиная с 1990-х годов на ряде оставшихся в эксплуатации судов этого типа проведены работы по модернизации и повышению уровня комфорта, например, каюты большой вместимости ликвидировались, взамен них оборудовались помещения для баров и т. п., отдельные каюты оборудовались индивидуальными санузлами, при этом пассажировместимость уменьшалась примерно до 140 человек, и были оставлены две спасательные шлюпки вместо четырёх.

## Распространение
Теплоходы типа «Россия» использовались на Волге, Каме, Белой, Дону, Оке, Москве-реке, Оби, Иртыше, Енисее, Днепре.
Первоначально суда проекта поступали в Волжское, Камское, Бельское, Московское, Волго-Донское пароходства, а затем по мере поступления более современныхх судов передавались в другие пароходства — Западно-Сибирское, Обь-Иртышское, Енисейское, Днепровское. В постсоветское время многие суда были проданы различным частным туристическим и прочим компаниям.
13 судов проекта 785 использовались при ликвидации аварии на Чернобыльской АЭС в 1986 году.
В настоящее время все суда выведены из эксплуатации, некоторые списаны, некоторые используются в качестве гостиниц и баз отдыха.

## Технические характеристики
- Класс речного регистра: О
- Длина: 80,22 м[1]
- Ширина: 12,50 м (I—II)/ 14,00 м (III)
- Осадка: 1,90 м
- Водоизмещение с грузом, пассажирами и полными запасами: 1003 тонн
- Пассажировместимость общая (исходно) 233 / 259 человек
- Мест для членов экипажа: 45
- Грузоподъёмность: 25 / 40 тонн
- Двигатели:  два дизеля, мощностью по 400 л. с. (294 кВт)
- Скорость на глубокой воде: 20,5 км/ч.

## Суда проекта 785
Список 36 судов проекта 785 «Россия»:
| Суда типа Россия/проект 785/OL800 | Суда типа Россия/проект 785/OL800 | Суда типа Россия/проект 785/OL800 | Суда типа Россия/проект 785/OL800 | Суда типа Россия/проект 785/OL800 | Суда типа Россия/проект 785/OL800              | Суда типа Россия/проект 785/OL800 |
| Год постройки                     | Заводской номер                   | Серия                             | Фото                              | Название                          | Заказчик                                       | Переименование и статус, |
| --------------------------------- | --------------------------------- | --------------------------------- | --------------------------------- | --------------------------------- | ---------------------------------------------- | --- |
| 1952                              |                                   | I                                 |                                   | Распутин                          | Волжское речное пароходство, Горький           | ранее Россия, Россич; Чернобыль 1986—1989, списан, октябрь 2011 — на металлолом в Белом Городке Фото                                                                                    |
| 1952                              |                                   | I                                 |                                   | Украина (1952)                    | Донское речное пароходство                     | сгорело на Дону в 1953 |
| 1953                              |                                   | I                                 |                                   | Белоруссия                        | Волжское речное пароходство, Казань            | Чернобыль 1986—1989, списан |
| 1953                              |                                   | I                                 |                                   | Азербайджан                       | Камское речное пароходство, Пермь              | Чернобыль 1986—1989, списан, плавбаза вблизи Севастополя |
| 1953                              | 317                               | I                                 |                                   | Армения                           | Камское речное пароходство, Пермь              | списан ноябрь 2016 |
| 1953                              |                                   | I                                 |                                   | Грузия                            | Волжское речное пароходство, Казань            | Чернобыль 1986—1989, списан |
| 1953                              |                                   | I                                 |                                   | Молдавия                          | Обь-Иртышское речное пароходство, Омск         | передано в Камское пароходство, плавучая гостиница в Турции, затонуло |
| 1953                              | 31Х                               | I                                 |                                   | Коломенский Штандарт              | Волжское речное пароходство, Горький           | ранее Узбекистан, Царь Петр; гостиница в Москве |
| 1954                              |                                   | I                                 |                                   | Казахстан                         | Обь-Иртышское речное пароходство, Омск         | списано в 1990-х |
| 1954                              |                                   | II                                |                                   | Кремас                            | Волжское речное пароходство                    | ранее Таджикистан; передано «Кремас», Рязань → Кремас в Навашино на ремонте, списано в 2007 году, утилизировано                                                                         |
| 1954                              | 320                               | II                                |                                   | Туркменистан                      | Волжское речное пароходство, Сталинград        | Чернобыль 1986—1989, продан и при перегоне в город Самсун (Турция) затонул, утилизировано                                                                                               |
| 1955                              | 323                               | II                                |                                   | Карелия                           | Волжское речное пароходство, Самара            | списано и утилизировано в 2020 |
| 1955                              | 324                               | II                                |                                   | Князь Воронцов                    | Волжское речное пароходство, Сталинград        | ранее Эстония; передано в Самару, в 2003 г. переименован — Киевская Русь ООО Русагроторг, Москва, на Химкинском водохранилище, с 2010 г. Князь Воронцов; списано и утилизировано в 2018 |
| 1955                              | 325                               | II                                |                                   | Маяк                              | Енисейское речное пароходство, Красноярск      | ранее Латвия, Михаил Годенко; гостиница Маяк в Красноярске |
| 1955                              | 326                               | II                                |                                   | Литва                             | Енисейское речное пароходство, Красноярск      | передано ООО Селихов, гостиница в Красноярске |
| 1955                              | 416                               | II                                |                                   | Булгария                          | Камское речное пароходство, Пермь              | ранее Украина, затонула 10 июля 2011 на Волге, отправлена на утилизацию 25 октября 2011 г.                                                                                              |
| 1955                              | 328                               | II                                |                                   | Петр Алабин                       | Волжское речное пароходство, Самара            | ранее Киргизия, не эксплуатируется |
| 1956                              |                                   | II                                |                                   | Мусоргский                        | Обь-Иртышское речное пароходство, Омск         | передано в Волго-Донское пароходство, Ростов; дальнейшая судьба не установлена |
| 1956                              | 331                               | II                                |                                   | Чайковский                        | Камское речное пароходство                     | списано в 1989 г., утилизировано |
| 1956                              | 333                               | II                                |                                   | Михаил Годенко                    | Енисейское речное пароходство, Красноярск      | ранее Бородин; списано в 2007, утилизировано в 2017 |
| 1956                              |                                   | II                                |                                   | Римский-Корсаков                  | Волжское речное пароходство, Горький           | на продаже после гибели Булгарии (июль 2011); аннулированы свидетельства за непредъявление судна                                                                                        |
| 1956                              | 334                               | II                                |                                   | Ипполитов-Иванов                  | Енисейское речное пароходство, Красноярск      | списано и утилизировано в 2017 |
| 1956                              |                                   | II                                |                                   | Пересвет                          | Енисейское речное пароходство, Красноярск      | ранее Антон Рубинштейн; ресторан в Красноярске |
| 1956                              | 336                               | II                                |                                   | Композитор Глазунов               | Камское речное пароходство, Пермь              | → законсервировано, не эксплуатируется |
| 1956                              | 329                               | II                                |                                   | Композитор Глинка                 | Камское речное пароходство, Пермь              | законсервировано в 1995, не эксплуатируется |
| 1957                              | 339                               | III                               |                                   | Композитор Калинников             | Енисейское речное пароходство, Красноярск      | первая Виктория (1957), гостиница в Красноярске, сгорело в 2015 году |
| 1957                              | 338                               | III                               |                                   | Композитор Прокофьев              | Енисейское речное пароходство, Красноярск      | утилизировано в 2017 |
| 1957                              | 337                               | III                               |                                   | Композитор Скрябин                | Камское речное пароходство, Пермь              | списано в 2017, утилизировано в 2018 |
| 1957                              |                                   | III                               |                                   | Композитор Алябьев                | Обь-Иртышское речное пароходство, Омск         | списано в 2001, утилизировано в 2020 |
| 1957                              |                                   | III                               |                                   | Композитор Балакирев              | Обь-Иртышское речное пароходство, Омск         | списано в 1994, утилизировано |
| 1957                              | 343                               | III                               |                                   | Капитан Родин                     | Енисейское речное пароходство, Красноярск      | ранее А. П. Чехов, Байкал, списано и утилизировано в 2015 году |
| 1957                              | 342                               | III                               |                                   | М. Ю. Лермонтов                   | Енисейское речное пароходство, Красноярск      | не эксплуатируется |
| 1958                              | 344                               | III                               |                                   | Виктория                          | Камское речное пароходство                     | А. С. Грибоедов, И. И. Шишкин; списано и утилизировано в 2016 |
| 1958                              | 430                               | III                               |                                   | Радянський Союз                   | Днепровское речное пароходство, Днепропетровск | Чернобыль 1986—1989, плавгостиница, списано в 1989, утилизировано |
| 1958                              | 429                               | III                               |                                   | Т. Г. Шевченко                    | Днепровское речное пароходство, Днепропетровск | ранее В. I. Ленін, Чернобыль 1986—1989, плавгостиница → списано и позднее затонуло |
| 1958                              | 434                               | III                               |                                   | Карл Маркс                        | Днепровское речное пароходство, Киев           | Чернобыль 1986—1989, плавгостиница, списано в 1989, утилизировано |

## Крушение теплохода «Булгария»
Теплоход «Булгария» (бывший «Украина» не I серии (1952 г.), который сгорел на Дону в 1953 г., а II серии (1955 г.), порт приписки — Пермь), один из трёх судов проекта 785 в Волжском бассейне на 2011 год, потерпел кораблекрушение 10 июля 2011 года в Куйбышевском водохранилище в акватории Татарстана во время круиза. Из находившихся на борту 201 пассажира и члена экипажа было спасено лишь 79 человек. Был объявлен национальный траур по погибшим при крушении теплохода.
Помимо большого срока службы и нарушений правил эксплуатации, катастрофу в целом и особенно её быстрое развитие (судно опрокинулось на борт и затонуло за 2—3 минуты) обусловили конструктивные особенности проекта — чрезвычайная близость иллюминаторов трюма к ватерлинии (60 см), сравнительно низкая боковая остойчивость (например, относительно аналогичных проектов двухпалубных судов типа 860 «Ерофей Хабаров» и типа 305 «Дунай») ввиду узости корпуса, то есть малой абсолютной и относительной ширины (на 3 метра меньше, чем у тех проектов) при бо́льших длине, водоизмещении и осадке.
Конструктор фирмы-производителя из Словакии удивился продолжению эксплуатации в России судов данного проекта и сообщил, что с момента производства советские речники обращались за документами для капремонта только один раз 30 лет назад. С того времени мелкий ремонт многочисленных неисправностей и техобслуживание теплоход проходил на Пермском судоремонтном заводе, а капремонт планировался на 2012 год.
Второй и третий действующие на Волге теплоходы проекта 785 — «Композитор Глазунов» (порт приписки — Самара) и «Пётр Алабин» (бывший «Киргизия», порт приписки — Пермь) — были остановлены для экстренной инспекции соответственно в Саратове 11 июля и Казани 12 июля. При этом у первого судна также наблюдался крен на правый борт, а также были замечены неисправности силового электрооборудования, и оно не прошло ежегодную регистрацию, а второй, по словам экипажа, несмотря на тот же возраст, находится в лучшем состоянии, чем «Булгария» и «Глазунов», ввиду прохождения ремонта каждые 5 лет.
Теплоходу «Михаил Лермонтов», действующему на Енисее, сократили маршрут, но эксплуатацию его не запрещали и с рейсов не снимали. Как сообщили в компании, которой принадлежит судно, на всех переданных ей старых теплоходах были проведены капитальные ремонты основных и вспомогательных двигателей, заменены гребные валы и другое силовое оборудование, а также часть корпусов.
Министр транспорта России Игорь Левитин 11 июля 2011 года объявил, что все суда данного типа будут выведены из эксплуатации.